# Gare de Laeken
La gare de Laeken (en néerlandais station Laken) est une gare ferroviaire belge fermée de la ligne 50, de Bruxelles à Gand, située à Laeken, dans le quartier Ville de Bruxelles, en région de Bruxelles-Capitale.
Une halte est mise en service en 1872 et le bâtiment voyageurs, dont les façades et toitures sont classées en 1996, est ouvert en 1880. Fermé avec la gare en 1982, ce bâtiment dont l'intérieur a été restauré et réaménagé en 2006 est devenu une Maison de la Création, annexe du Centre Culturel Bruxelles Nord. Il est loué par la ville de Bruxelles depuis 2004.

## Situation ferroviaire
Établie à 26 mètres d'altitude, la gare est située au point kilométrique (PK) 2,40 de la ligne 50, de Bruxelles à Gand, entre les gares ouvertes de Bruxelles-Nord et de Bockstael. Gare de bifurcation, elle est également située sur la ligne 28, de Bruxelles-Midi à Schaerbeek, avant l'ancienne gare royale située dans le parc de Laeken.

## Histoire

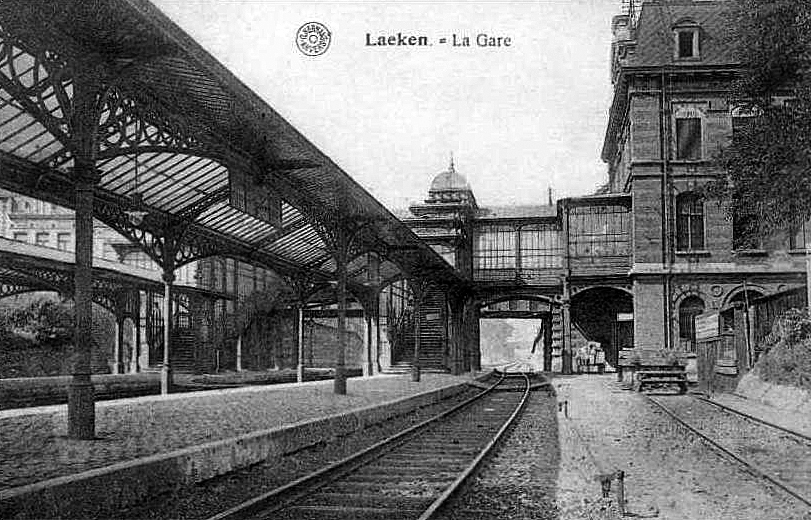
Intérieur de la gare vers 1900.

La ligne de Bruxelles à Gand, exploitée dans son intégralité en 1856, traverse alors sans arrêt la commune de Laeken. Une halte, ouverte uniquement au service voyageurs, est mise en service le 20 février 1872. Elle dispose d'un bâtiment provisoire en bois, donnant sur la rue de la Reine.
En 1880, on construit un important bâtiment, dû à l'ingénieur A. de Paepe, de style néo-Renaissance disposant d'une galerie pour traverser les voies et une verrière pour protéger les voyageurs. Cet ensemble bénéficie des avancées technologiques de l'époque, avec notamment l'utilisation de l'acier et du verre. Le bâtiment voyageurs donne sur un parc lui-même ouvert sur le parvis Notre-Dame, à proximité de Église Notre-Dame de Laeken et face à l'une des entrées du Domaine royal. La construction des quais, abris et escaliers couverts est adjugée dans la salle d'attente de première classe de la gare de Bruxelles-Nord le 14 avril 1880.
La construction d'un nouveau bâtiment est envisagée dans le cadre de la suppression du passage à niveau de l'avenue de la Reine au profit d'un pont qui aurait comporté un bâtiment à cheval sur les voies, mais ce projet d'octobre 1899 qui aurait nécessité l'expropriation de toutes les maisons avoisinantes sera écarté au profit d'un souterrain.
Des réaménagements intérieurs sont réalisés en 1936. Lors de la Seconde Guerre mondiale elle subit des bombardements qui détruisent notamment la verrière et la galerie de la passerelle. Après guerre une nouvelle passerelle en béton et brique est édifiée, selon des plans de 1954, pour permettre l'accès aux quais. Elle était surmontée d'une cabine de signalisation.
La gare est fermée le 5 octobre 1982 après l'ouverture de la ligne 1A du métro de Bruxelles. Elle est remplacée par le nouvel arrêt de Bockstael qui offre l'avantage d'être mixte entre le train et le métro et donne accès à plusieurs lignes de tram.

## Service des voyageurs
La gare est fermée (mais située sur une ligne en service) et le bâtiment est réutilisé comme centre socioculturel.

## Patrimoine ferroviaire
Le gouvernement de la région de Bruxelles-Capitale, classe par l'arrêté du 26 septembre 1996 « les façades et les toitures de la gare de Laeken ».
En 2004, la Société nationale des chemins de fer belges (SNCB) loue à la municipalité de la ville de Bruxelles l'ancien bâtiment voyageurs avec un bail emphytéotique de 27 ans. Puis en 2008-2011 des aménagements intérieur provisoires sont réalisés pour permettre une réaffectation en « Centre culturel Bruxelles Nord - Maison de la Création ». La passerelle en béton, de 1954, est détruite en 2012 et un projet de restauration de l'ensemble est conçu en 2015 afin de permettre une optimisation de l'accueil d'un centre socio-culturel avec café et mise à disposition de locaux pour des associations,.

Chantier de restauration en 2019
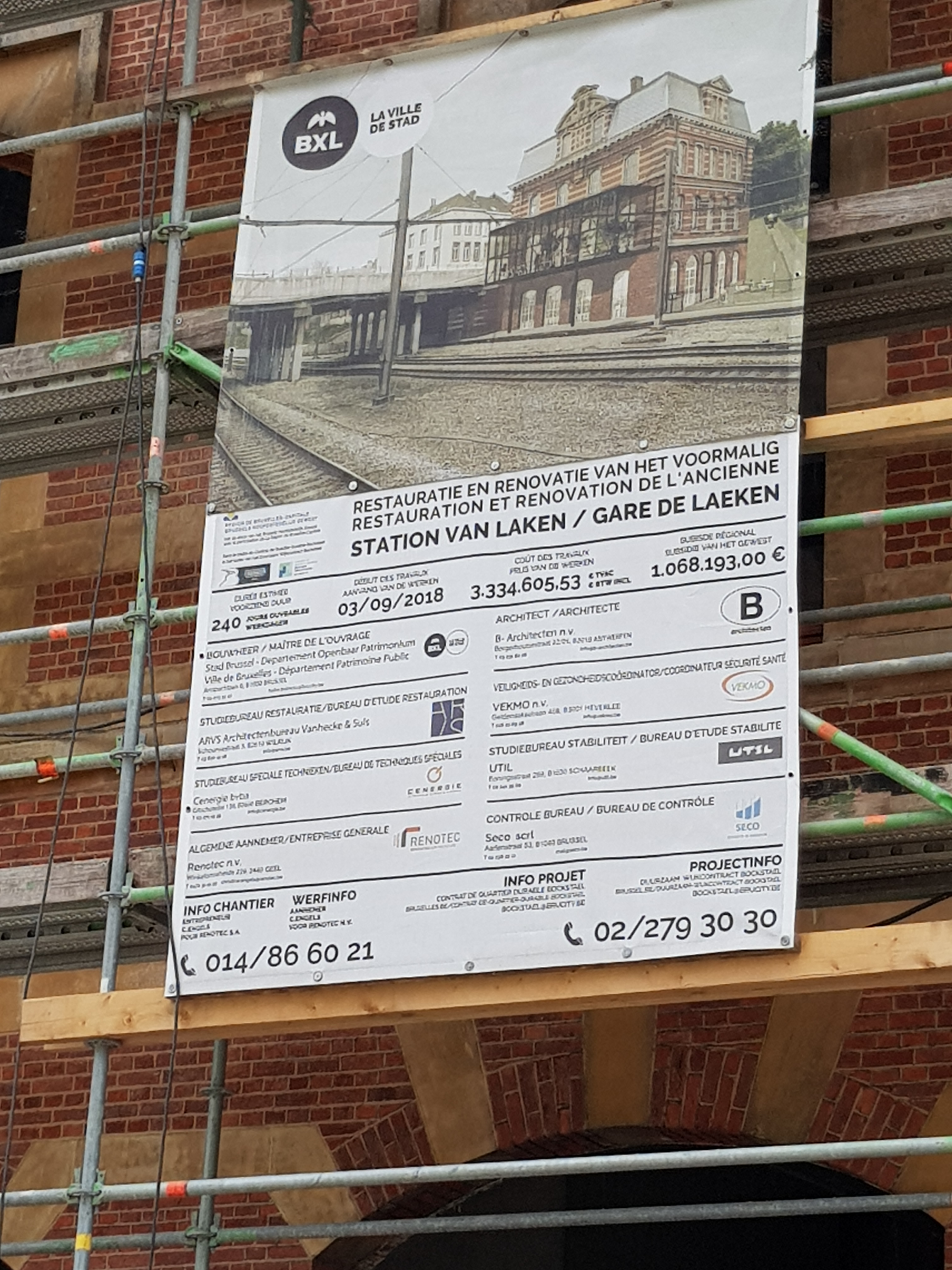
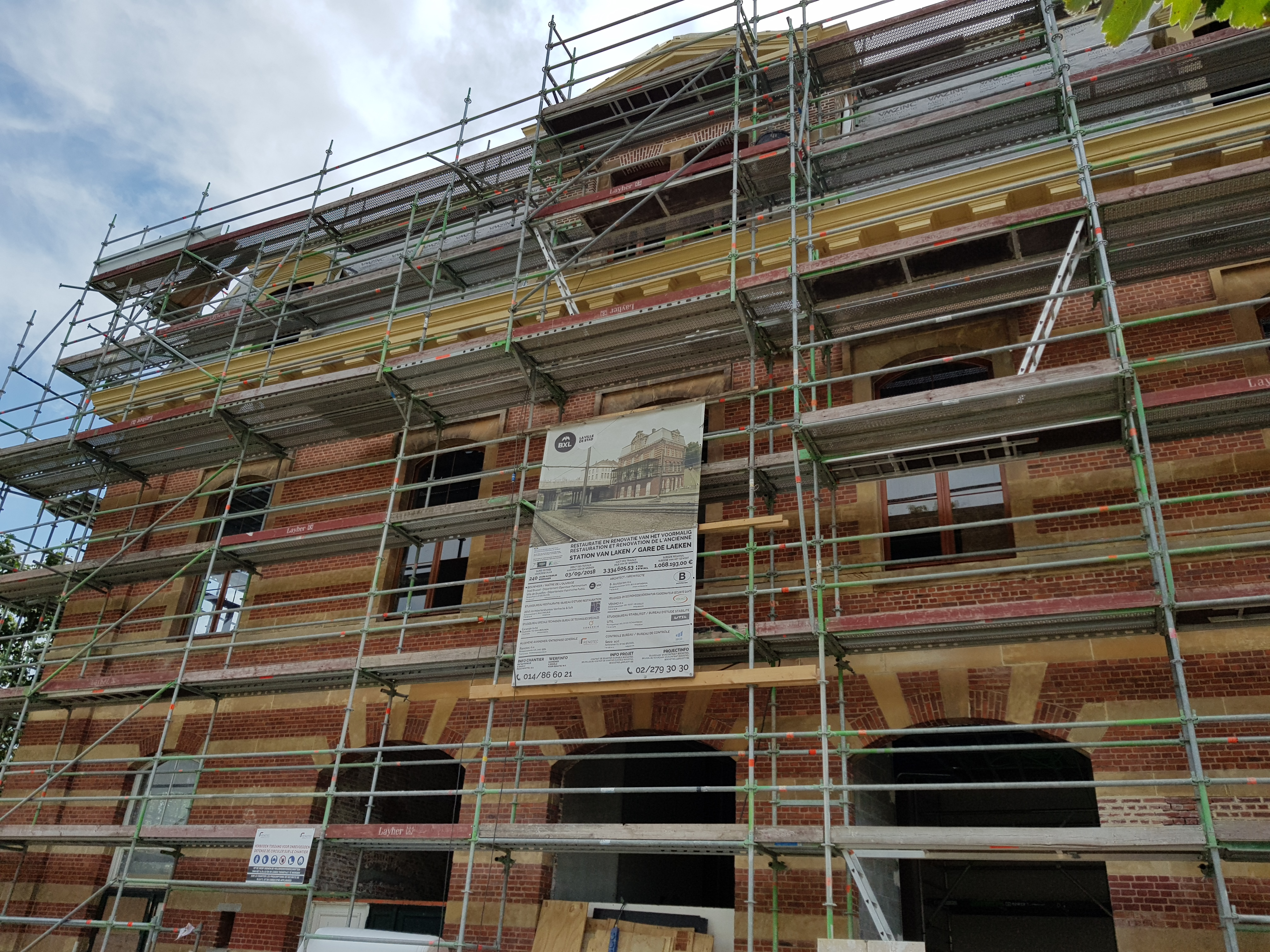
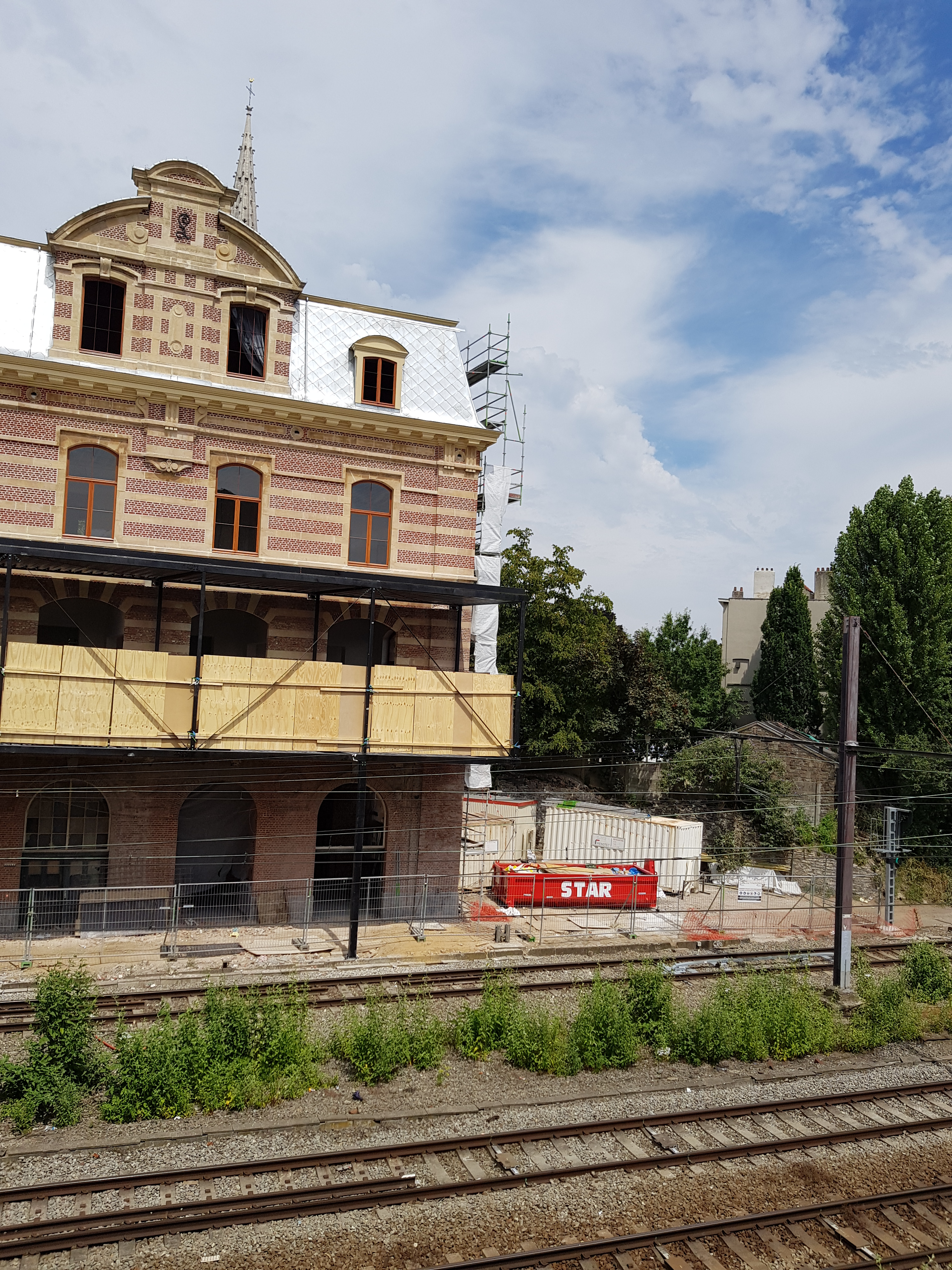

Bâtiment de la gare en 2021
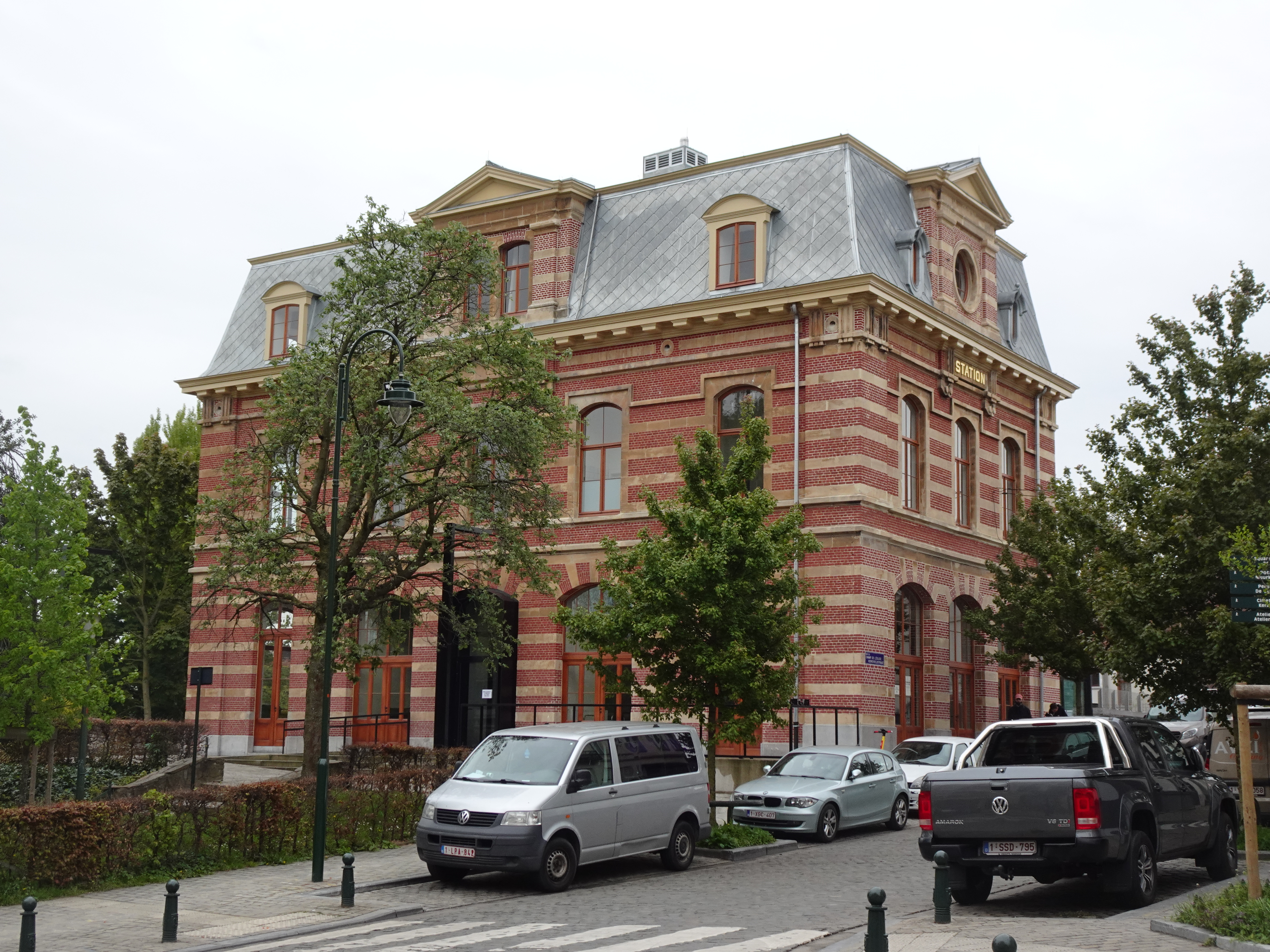
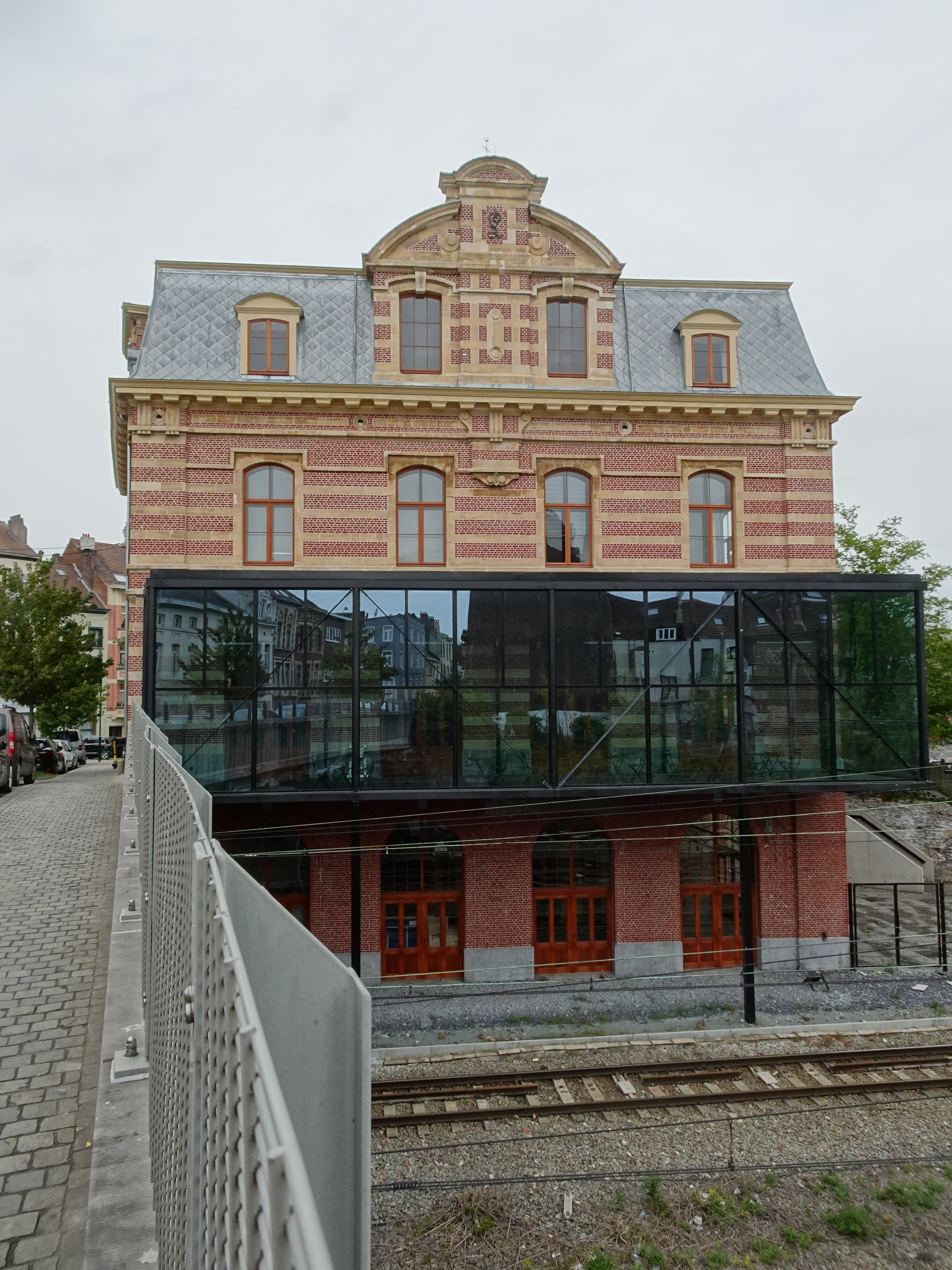
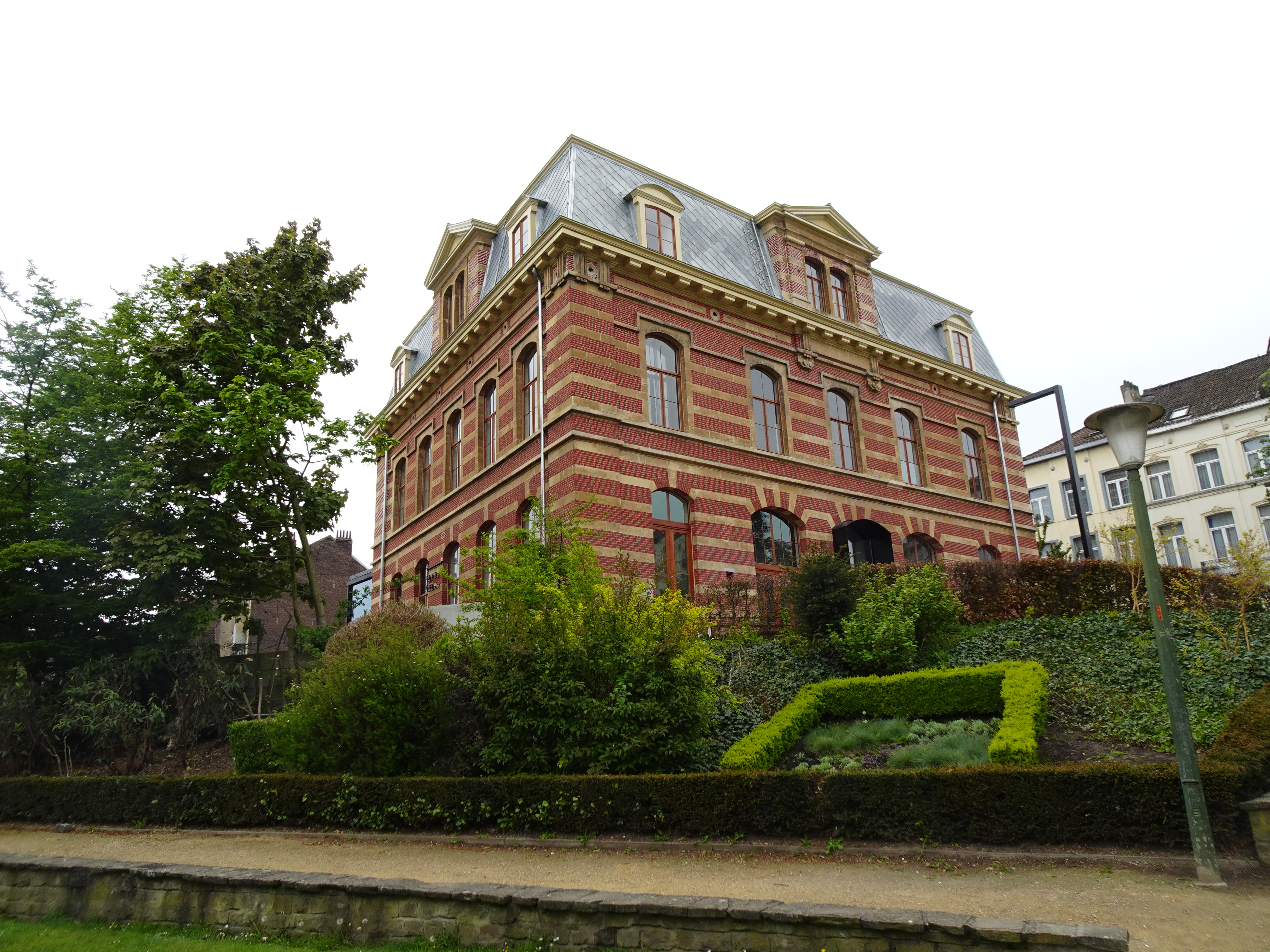
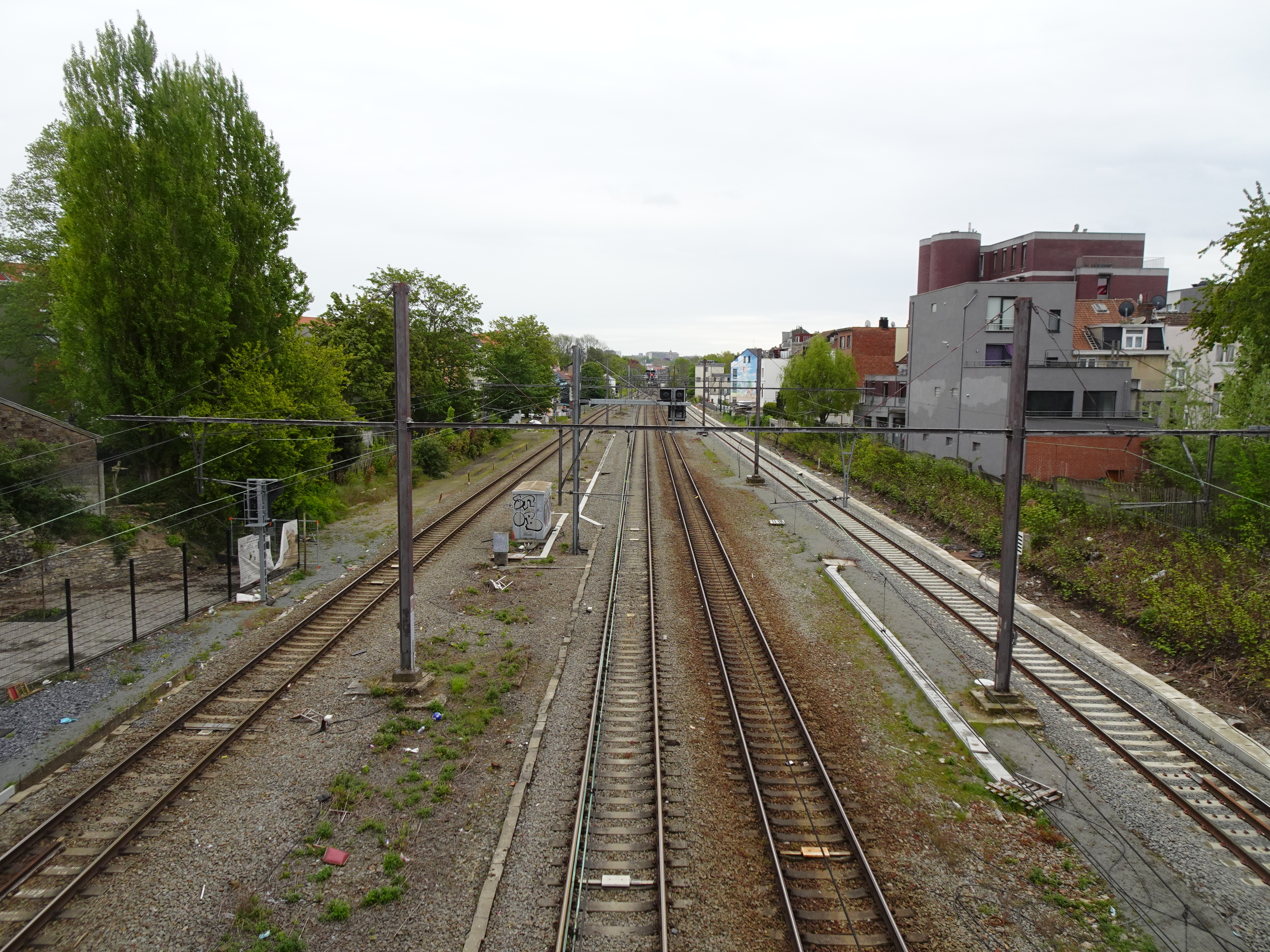

## Environnement
Le parc attenant à la gare est inauguré le 8 juillet 2018 en tant que parc Annie Cordy.